# Copa da Bielorrússia de Futebol
A Copa da Bielorrússia é o principal torneio eliminatório do futebol masculino da Bielorrússia.

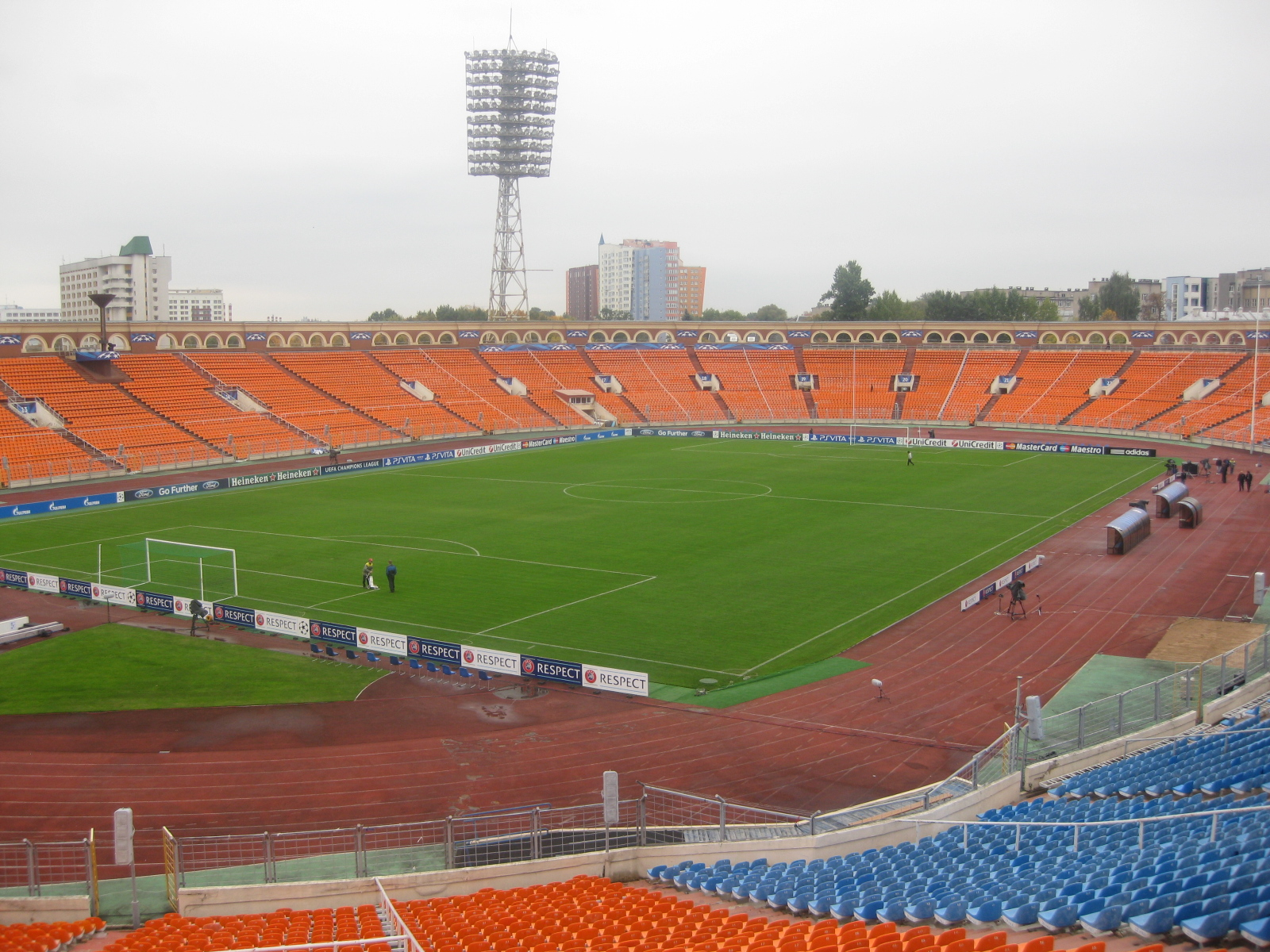
Estádio Dinamo de Minsk, lugar de disputa da final da Copa da Bielorrússia.

A copa é um torneio tradicional de eliminação simples. Normalmente, a taça envolve todos os clubes participantes na Premier League bielorrussa, Primeira Liga e Segunda Liga, bem como um pequeno número de clubes amadores que podem se qualificar através de competições locais da Taça. Ao contrário da temporada da liga, a Taça da Bielorrússia ainda é jogada com um calendário de outono / primavera (enquanto a Liga mudou para o calendário de primavera / outono em 1995).
A Primeira Rodada envolve clubes da Segunda Liga e clubes amadores emparelhados com clubes da Primeira Liga, sendo que os clubes da liga inferior têm o direito de jogar em casa em um empate em uma mão. Os vencedores da primeira fase avançam para as oitavas de final, onde se enfrentam a clubes da Premier League, com os clubes da liga inferior novamente tendo a vantagem de jogar em casa. Dezesseis vencedores das rodadas de 32 avançam para as oitavas de final. Deste ponto em diante, não há classificação e os emparelhamentos e as vantagens em casa são decididos por um empate aberto. Normalmente, as quartas de final e semifinais são disputadas após o intervalo de inverno e consistem em empates a duas mãos. No entanto, tanto a programação quanto o número de partidas em cada rodada podem ser ajustados dependendo da disponibilidade de datas de partidas domésticas.
A partida final é tradicionalmente jogada em maio. Até 2012, a final era normalmente disputada no Estádio do Dinamo, em Minsk, o maior recinto do país, que acolheu a final 19 de 21. Desde 2013, a final é disputada em vários locais do país.

## Resultados
| Temporada | Campeão              | Resultado      | Finalista           | Estádio                  |
| --------- | -------------------- | -------------- | ------------------- | ------------------------ |
| 1992      | Dinamo Minsk         | 6-1            | Dnepr Mogilev       | Estádio Dinamo, Minsk    |
| 1992-93   | Neman Grodno         | 2-1            | Vedrich Rechytsa    | Estádio Dinamo, Minsk    |
| 1993-94   | Dinamo Minsk         | 3-1            | Fandok Bobruisk     | Estádio Dinamo, Minsk    |
| 1994-95   | Dinamo-93 Minsk      | 1–1 (7–6 pen.) | Torpedo Mogilev     | Estádio Dinamo, Minsk    |
| 1995-96   | MPKC Mozyr           | 4-1            | Dinamo Minsk        | Estádio Dinamo, Minsk    |
| 1996-97   | Belshina Bobruisk    | 2-0            | Dinamo-93 Minsk     | Estádio Dinamo, Minsk    |
| 1997-98   | Lokomotiv-96 Vitebsk | 2-1            | Dinamo Minsk        | Estádio Dinamo, Minsk    |
| 1998-99   | Belshina Bobruisk    | 1–1 (4–2 pen.) | Slavia Mozyr        | Estádio Dinamo, Minsk    |
| 1999-00   | Slavia Mozyr         | 2-1            | Torpedo-MAZ Minsk   | Estádio Dinamo, Minsk    |
| 2000-01   | Belshina Bobruisk    | 1-0            | Slavia Mozyr        | Estádio Dinamo, Minsk    |
| 2001-02   | FC Gomel             | 2-0            | BATE Borisov        | Dinamo Stadium, Vitebsk  |
| 2002-03   | Dinamo Minsk         | 2-0            | Lokomotiv Minsk     | Estádio Dinamo, Minsk    |
| 2003–04   | Shakhtyor Soligorsk  | 1-0            | FC Gomel            | Estádio Dinamo, Minsk    |
| 2004–05   | MTZ-RIPO Minsk       | 2–1            | BATE Borisov        | Estádio Dinamo, Minsk    |
| 2005–06   | BATE Borisov         | 3–1            | Shakhtyor Soligorsk | Estádio Dinamo, Minsk    |
| 2006–07   | Dinamo Brest         | 0–0 (4–3 pen.) | BATE Borisov        | Estádio Dinamo, Minsk    |
| 2007–08   | MTZ-RIPO Minsk       | 2–1            | Shakhtyor Soligorsk | Estádio Dinamo, Minsk    |
| 2008–09   | Naftan Novopolotsk   | 2–1            | Shakhtyor Soligorsk | Estádio Dinamo, Minsk    |
| 2009–10   | BATE Borisov         | 5–0            | Torpedo Zhodino     | Estádio Dinamo, Minsk    |
| 2010–11   | FC Gomel             | 2–0            | Neman Grodno        | Traktor Stadium, Minsk   |
| 2011–12   | Naftan Novopolotsk   | 2–2 (4–3 pen.) | FC Minsk            | Estádio Dinamo, Minsk    |
| 2012–13   | FC Minsk             | 1–1 (4–1 pen.) | Dinamo Minsk        | Torpedo Stadium, Zhodino |
| 2013–14   | Shakhtyor Soligorsk  | 1–0            | Neman Grodno        | Borisov Arena, Borisov   |